# تروي موراي
تروي موراي هو لاعب هوكي الجليد كندي، ولد في 31 يوليو 1962 في كالغاري في كندا.

## وصلات خارجية
- تروي موراي على موقع دوري الهوكي الوطني (الإنجليزية)
- تروي موراي على موقع EliteProspects.com (الإنجليزية)
- تروي موراي على موقع HockeyDB.com (الإنجليزية)
- تروي موراي على موقع Hockey-Reference.com (الإنجليزية)